# Jakob Schulze-Rohr
Jakob Schulze-Rohr (* 18. Februar 1930 in Leipzig; † 17. November 2008 in Berlin) war ein deutscher Architekt und Stadtplaner.

## Leben
Schulze-Rohr studierte nach seinem Abitur 1951 am Kant-Gymnasium Berlin-Spandau Architektur und Stadtplanung an der Technischen Hochschule Berlin und von 1966 bis 1968 Stadtplanung und Stadtsoziologie am Town Planning Department der University of London. Er war ab 1961 in Deutschland, aber auch in der Schweiz, Schweden, Finnland, Polen, Großbritannien und Ost-Afrika tätig. 1970 bis 1973 war er Mitglied im Planungsstab des Senatsbaudirektors beim Senator für Bau- und Wohnungswesen Berlin. Von 1974 bis 2000 hatte er ein eigenes Planungsbüro mit drei Partnern in Berlin. Er realisierte über 60 Bau-, Stadtplanungs- und Bebauungsplan-Projekte und hatte einige Wettbewerbserfolge.
Von 1981 bis 1984 lehrte er Bau- und Planungswesen am ARDHI-Institute der University of Dar es Salaam, Tansania, Ostafrika und übernahm Entwicklungshilfe-Aufgaben der Gesellschaft für Technische Zusammenarbeit (GTZ). Schulze-Rohr gründete gemeinsam mit Rolf Kreibich sowie unter Beteiligung von Robert Jungk, Dietrich Goldschmidt und Ossip K. Flechtheim Anfang der 1980er Jahre das Institut für Zukunftsforschung und Technologiebewertung (IZT) in Berlin und war zeitweise dessen Geschäftsführer. Seit 1999 war er geschäftsführender Gesellschafter der „LEA ROSH Kommunikation+Medien GmbH“ Berlin.
Er war Mitglied der Architektenkammer Berlin, seit 1968 Mitglied im Bund Deutscher Architekten (BDA), bis 2004 im Architekten- und Ingenieur-Verein (AIV). Von 1988 bis 1990 war er Vorstandsmitglied für Öffentlichkeitsarbeit im BDA.
Jakob Schulze-Rohr starb 2008 im Alter von 78 Jahren an den Folgen einer Krebserkrankung. Sein Grab befindet sich auf dem Friedhof Schmargendorf.

## Wirken
Schulze-Rohr war in den 1990er Jahren Vorstandsmitglied in der Internationalen Liga für Menschenrechte. Seit 2004 engagierte er sich als Mitglied in der „Bürgerinitiative gegen den Bankenskandal“, seit 2005 als Mitglied im „Freundeskreis Hans Otto Theater“ in Potsdam. Er war ein jüngerer Bruder des Regisseurs Peter Schulze-Rohr und gehörte mit Lea Rosh, mit der er seit 1970 verheiratet war, 1988 zu den Gründungs- und seither Vorstandsmitgliedern im „Förderkreis zur Errichtung eines Denkmals für die ermordeten Juden Europas“ in Berlin e.V.
Nachdem das Denkmal für die ermordeten Juden Europas 2005 eingeweiht werden konnte, unterzeichneten unter anderen Schulze-Rohrs Witwe, der Historiker Eberhard Jäckel, die Kulturpolitikerin Monika Grütters (CDU) und der frühere Justizsenator Wolfgang Wieland (Grüne) die Todesanzeige des Förderkreises unter dem Titel „Das wichtigste deutsche Denkmal verdankt ihm seine Existenz“.